# Tomada elétrica
Tomada padrão schuko, com terra, usada em Portugal.

Uma tomada elétrica é o ponto de conexão que fornece eletricidade a um plugue(pt-BR) ou ficha(pt-PT?) macho conectado a ela. As mais comuns têm dois terminais, um para a fase e outro para o neutro (no caso de circuito monofásico) ou um para cada fase (no caso de circuito bifásico) e algumas também têm um terceiro, denominado "ligação de terra/aterramento" ou, simplesmente, "terra". Existem, também, outras tomadas com mais terminais, de 3 (corrente trifásica), 4 ou mais, normalmente para uso industrial.

## Tomadas no Brasil

### Novo padrão de tomadas do Brasil

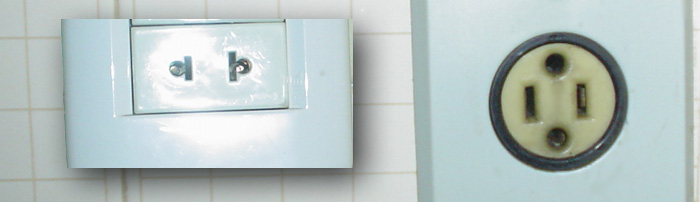
Tipos de tomada comuns no Brasil, sem ligação de terra.

Desde o dia 1º de julho de 2011, a NBR 14136 (baseada na norma internacional IEC 60906-1) é o padrão oficial de tomadas no Brasil. A venda de outros tipos de tomada é proibida pelo Inmetro desde esta data. O padrão foi escolhido por ser mais seguro e por contar com o condutor terra. Há o modelo apropriado para aparelhos que necessitem de corrente até 10A (Amperes) e até 20A, funcionando no segundo modelo, ambos os tipos de aparelhos. Os aparelhos eletrônicos e eletrodomésticos produzidos atualmente e certificados pelos Inmetro devem sair de fábrica com o novo modelo de tomadas. O novo padrão foi desenvolvido por um grupo coordenado pela Associação Brasileira de Normas Técnicas e integrado por fabricantes de aparelhos elétricos e de plugues e tomadas.
O padrão não segue a norma IEC 60906-1 completamente, já que esta prega o uso da tomada com dois ou três pinos redondos e formato sextavado similar ao adotado no Brasil, porém apenas para redes de 220 ou 230 volts; nas redes de 110 ou 120 volts, a indicação utilizar a tomada de pinos chatos, como os empregados nos Estados Unidos e no Japão, para assim evitar o uso de aparelhos em tomadas com a tensão incorreta. Outra diferença é que o padrão internacional indica pinos de 4,5 mm de diâmetro e corrente máxima de 16 amperes, enquanto o padrão brasileiro especifica dois diâmetros de pinos: 4 mm para aparelhos com corrente de até 10 amperes e 4,8 mm para aqueles que consomem entre 10 e 20 amperes.
Ainda existe muita reclamação quanto à adaptação ao novo padrão de tomadas, por este ser mais caro e pela dificuldade de encontrar adaptadores para aparelhos no antigo padrão e importados no padrão NEMA norte-americano.  
| Pelo diagrama da figura ao lado, representando a tomada do ponto de vista do observador, o pino da direita deve ser conectado à Fase; o da esquerda, ao Neutro; e o central, desalinhado para cima, ao Terra. | Plugue com haste terra conforme novo padrão brasileiro da NBR 14136:2002 baseada na norma internacional IEC 60906-1. |

Observe-se que o novo padrão inverte a polaridade das tomadas tripolares anteriores, de dois pinos chatos e um redondo, que era Neutro-Fase-Terra, a partir da direita, o terra sendo o pino redondo, visto abaixo dos pinos chatos. Mantida a perspectiva do pino central para baixo, que segue sendo o Terra, Fase e Neutro trocaram de posições relativas, e são todos redondos. Isso gera problemas com adaptadores e tomadas polarizadas do padrão americano (aquelas onde um dos pinos chatos é mais largo que o outro), pois há inversão entre Fase e Neutro.
Nas aplicações não polarizadas (é o caso de carregadores para telefones móveis celulares e para aparelhos de baixo consumo), isso não acarreta problema algum. Porém, nas aplicações polarizadas — aquelas para as quais a sequência de polaridade é essencial — como estabilizadores de tensão e modernos eletrodomésticos em geral, que exigem aterramento e dispõem de terminal apropriado para esse fim, há risco de dano ao equipamento ou à segurança das pessoas. Nestes casos é melhor providenciar a substituição da tomada, ou do plugue, ou de ambos, conforme o caso. Nunca se devem utilizar adaptadores.
Segundo o Inmetro, desde 2006, todas as novas construções no Brasil só recebem o "Habite-se" se tiverem tomadas neste novo padrão.

### Tomadas industriais
Existem as tomadas industriais que servem geralmente para alimentar motores e outras máquinas elétricas de grande porte. A maioria dessas máquinas necessitam de 3 fases para o seu funcionamento além do neutro (para cargas do tipo Y) e as vezes aterramento, por isso possuem 4 ou 5 conexões.

## Tomadas no mundo

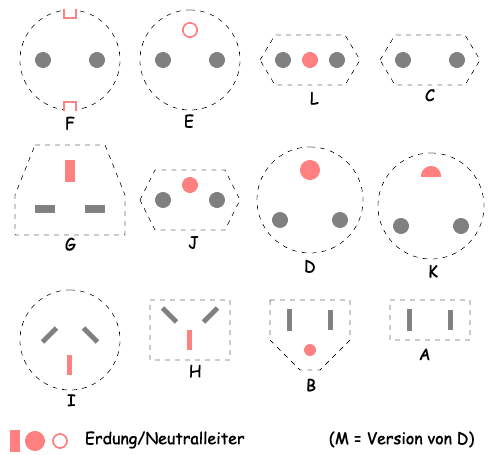
(tomada)/plugues de equipamentos eletroeletrônicos no mundo.

A Comissão Eletrotécnica Internacional (IEC), organização internacional de padronização de tecnologias elétricas, eletrônicas e relacionadas, fundada em 1906 e localizada em Genebra, na Suíça, reconhece oficialmente 14 modelos de conexões (tomada)/plugues de equipamentos eletroeletrônicos no mundo. A IEC propôs um modelo internacional de tomadas por meio da norma – IEC 60906-1: IEC system of plugs and socket-outlets for household and similar purposes – Part 1: Plugs and socket-outlets 16 A 250 V a.c. Entretanto, somente três países, que não tinham um padrão definido, acataram o padrão internacional com suaves alterações: Suíça, Brasil e África do Sul.

Entre os 14 modelos, são identificados por letras de A a N, segundo a Comissão Eletrotécnica Internacional. Entre eles:

### Dificuldades na padronização
Pode-se observar ao redor do mundo que os padrões de tomadas variam muito de acordo com cada país, o que causa um grande problema quanto à usabilidade de eletrodomésticos, uma vez que os produtores de tecnologia de cada pais fabricam plugues padronizados de acordo com o mercado local. Isso gera uma série de problemas, entre a utilização de multiplicador de tomadas (também conhecido por T, T-extensão, e em alguns casos benjamim) que por sua vez podem causar choques, aquecimento do fio e até mesmo incêndios quando ocorre um aquecimento da tomada, além de acarretar em defeitos em equipamentos conectados. Por isso deve-se evitar a utilização de diversos adaptadores em uma única tomada.
Apesar das dificuldades, Gabriela Ehrlich, porta-voz da IEC (Comissão Eletrotécnica Internacional) tenta explicar a dificuldade de padronizar as tomadas no mundo:
"Quando começamos em 1906, nos concentramos nas grandes coisas, como a geração de energia, a terminologia, etc. Eram os grandes problemas de uma tecnologia ainda muito recente. As pessoas quase não viajavam, e os aparelhos eletrônicos, muito menos. As pessoas se conectavam à eletricidade com parafusos nos postes de iluminação pública. Com a popularização, cada país foi criando a sua própria solução, pouco a pouco."
|  |
|  |

## Tomada de três pinos: prós e contras

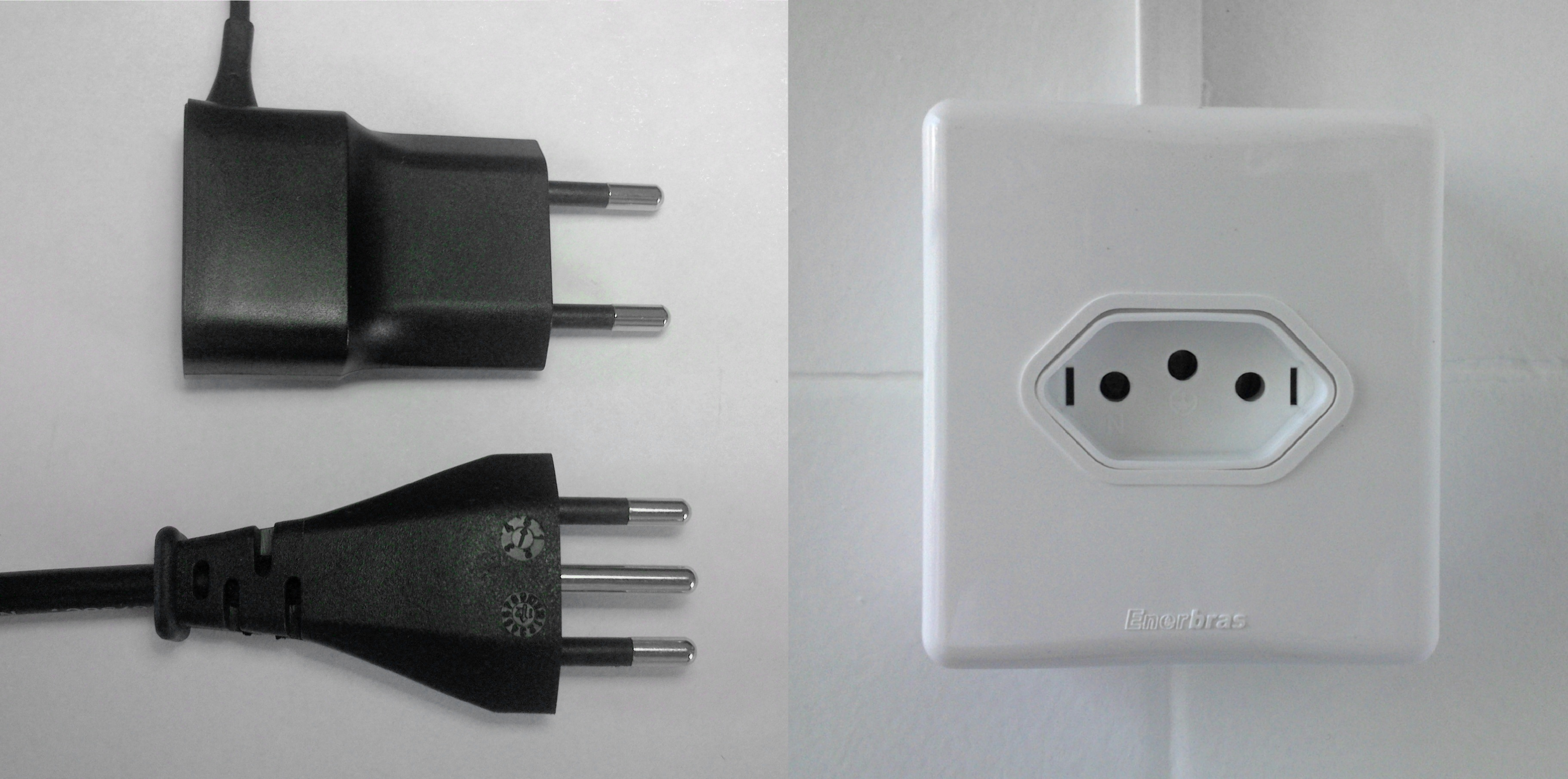
Plugues de dois e três pinos e tomada no padrão NBR 14136, utilizado no Brasil desde 2009.

A implementação da tomada de três pinos no Brasil foi muito polêmica na época por diversos motivos, entre eles pessoas afirmam que a medida foi adotada por conta de questões políticas e econômicas. No entanto, por trás dessa implementação de fato possui um aumento a segurança.
Com isso, é possível identificar motivos a favor e contra a decisão do governo:

### Motivos a favor
- Impedir que apenas um dos pinos seja conectado na tomada;
- Impedem que os pinos fiquem expostos e evita o contato com a parte metálica, visto que eles precisam ser totalmente inseridos na tomada;
- Mantém a integridade do equipamento por mais tempo;
- Previne incêndios;
- Previne de fortes choques.

### Motivos contra
- Muitas casas não possuem a estrutura necessária para a utilização do aterramento;
- Necessário o uso de adaptadores em aparelhos fabricados antes do padrão;
- Dificuldade do uso de alguns equipamentos importados.